# Addison B. Colvin
Addison Beecher Colvin (* 15. Dezember 1858 in Glens Falls, New York; † 21. Juni 1939 ebenda) war ein US-amerikanischer Geschäftsmann, Bankier und Politiker (Republikanische Partei). Er war von 1894 bis 1898 Treasurer of State von New York.

## Werdegang
Addison Beecher Colvin, Sohn von Ann Cowels und Hiram K. Colvin, wurde 1858 im Warren County geboren. Seine Kindheit war vom Bürgerkrieg überschattet. Weitere Details über seine Jugend sind nicht bekannt. Am 16. Mai 1883 heiratete er Maria Louise Hees in Fonda (New York). Das Paar bekam drei Töchter. Colvin wurde 1893 zum Treasurer of State von New York gewählt und 1895 wiedergewählt. Er ernannte seinen Schwager zum stellvertretenden Treasurer of State. Ferner war er Präsident der Glens Falls Gaslight Company, Vizepräsident der Herkimer, Mohawk, Ilion and Frankfort Railway und Eigentümer der Zeitungen Glens Falls Daily Times und Glens Falls Weekly Messenger. Er wurde auf dem Pineview Cemetery in Glens Falls beigesetzt.